# 안동 하회마을 옥연정사
안동 하회마을 옥연정사(安東 河回마을 玉淵精舍)는 경상북도 안동시 풍천면 광덕리에 있는, 조선 선조 20년(1587)에 완공된 건축물이다. 1979년 1월 26일 대한민국의 국가민속문화재 제88호로 지정되었다.

## 개요
안동 하회마을은 풍산 유씨의 동족마을로 빼어난 자연경관과 민속·유교 전통을 잘 유지하고 있는 조선시대 양반촌이다. 이 집은 서애 유성룡(1542∼1607) 선생이 학문 연구와 제자를 키우기 위해 세운 것이다.
조선 선조 19년(1586)에 지었으며 하회마을 부용대 동쪽 강가에 자리잡고 있다. 크게 문간채, 안채, 별당채, 사랑채로 구성되어 있는데 각각 따로 떨어져 '一'자형 평면을 이루고 있다.
대문채는 앞면 6칸·옆면 1칸 크기로 뒷간과 광들로 이루어져 있다. 대문을 들어서면 안채가 있는데 앞면 4칸·옆면 2칸 크기이다. 'ㅡ'자형 평면 가운데 부엌을 두고 좌우로 방을 배치한 특이한 구성으로 양반집에서는 보기 드문 예이다. 별당채는 안채 바로 뒤편으로 있으며 앞면 3칸·옆면 2칸 크기이다. 그중 제일 규모가 작은 건물로 온돌방과 2칸 대청을 두었다. 유성룡 선생은 이곳에서『징비록』(국보 제132호)을 집필하였다고 전한다. 사랑채는 앞면 4칸·옆면 2칸 크기로 2칸 대청을 중심으로 양쪽에 1칸씩 방을 두고 툇마루로 꾸며 놓았다.
양반집이지만 이 지역 민가의 기본형인 '도토마리(베틀에서 실을 감는 기구)집' 형식으로 가운데 부엌을 두고 양쪽에 방을 둔 점이 독특하며, 정사(精舍)다운 지형 요건,『징비록』을 집필한 유서 깊은 곳으로 귀하게 평가 받고 있다.

## 같이 보기
- 안동 하회마을
- 징비록 (국보 제132호)

## 참고 자료
- 안동 하회마을 옥연정사 - 국가유산청 국가유산포털